# Hồ sơ phá án

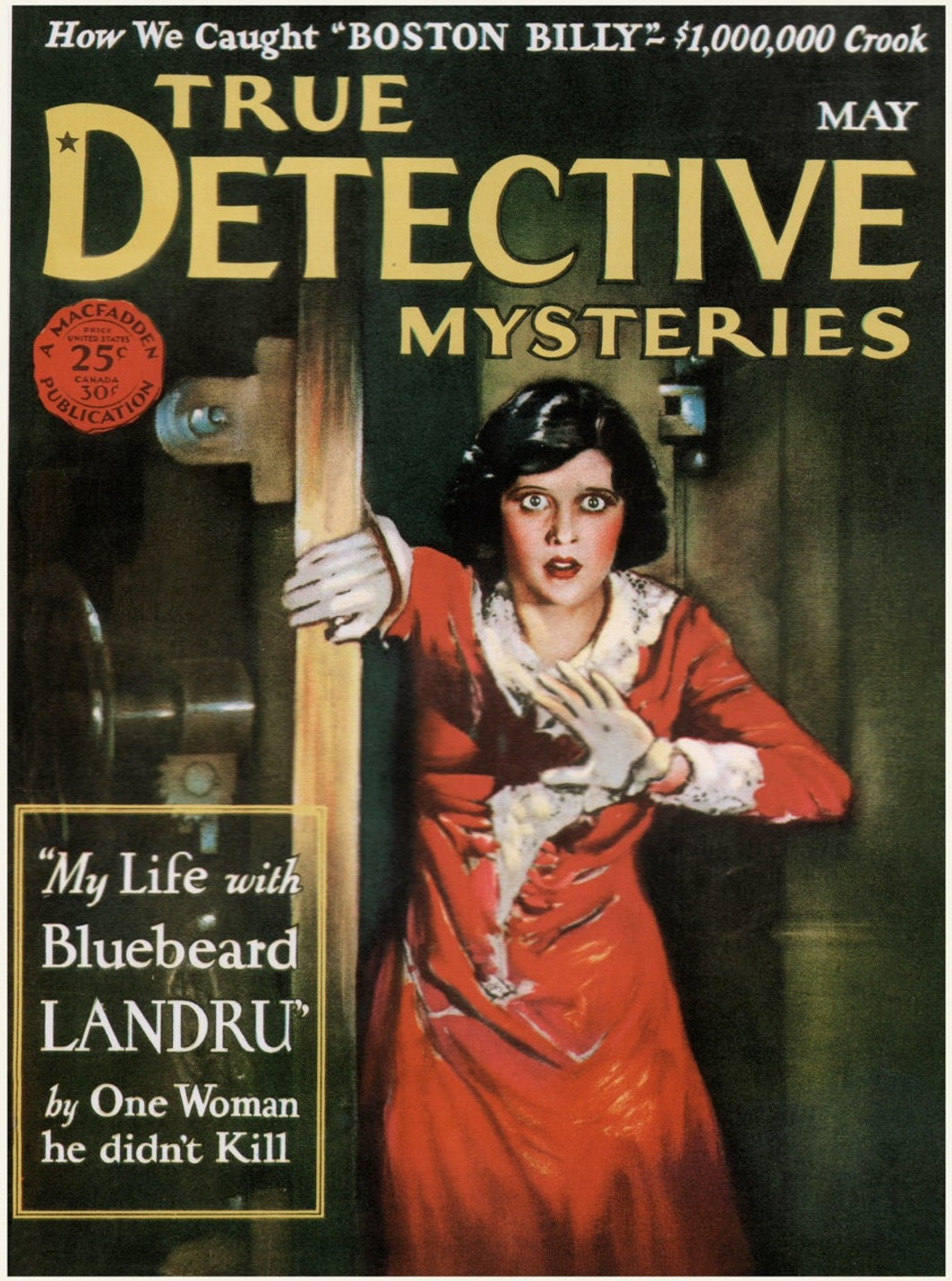
Một trang bìa của Tạp chí Kỳ án (True Detective Mysteries) xuất bản năm 1928

Hồ sơ phá án hay còn gọi là Tội phạm có thật (True crime) thật là một thể loại phi hư cấu, trình bày các vụ án hình sự (thường là án mạng) có thật dưới dạng sách, phim tài liệu, podcast, chương trình truyền hình, phóng sự điều tra, ký sự pháp đình. Thể loại này dựa trên sự kiện có thật, thường kể lại chi tiết về vụ án, cuộc điều tra, quá trình truy tố và hậu quả. Các tác phẩm về đề tài tội phạm thường đề cập đến tội ác bạo lực như giết người, hung thủ, nạn nhân, kẻ thủ ác, và kẻ giết người hàng loạt (Serial killer), bao gồm các vụ án nổi cộm (như Ted Bundy, Charles Manson và Sát nhân Hoàng đạo). Một tác phẩm điều tội phạm có thể sử dụng phong cách báo chí điều tra, phóng sự thâm nhập tập trung vào các sự kiện đã công khai, hoặc phong cách suy đoán tập trung nhiều hơn vào kết luận, nhận định, quan điểm cá nhân của tác giả về một tội ác, vụ án chưa có lời giải. Các tác phẩm về tội phạm có thật đặc biệt được độc giả, khán thính giả là phụ nữ ưa chuộng. 
Thể loại hồ sơ tội phạm có thật được cho là đã góp phần làm tăng sự quan tâm của công chúng đối với tội phạm, gây ra cơn sốt truyền thông về một vụ án, đào mộ thông tin về các đương sự, đồng thời làm giảm niềm tin vào hệ thống tư pháp hình sự. Một số loạt phim tội phạm có thật đã ảnh hưởng đến nhận thức về các vụ án trong công chúng và chính quyền. Hơn nữa, việc đưa tin về các sự kiện tội phạm có thật có thể ảnh hưởng trực tiếp đến hậu quả của tội ác và cách chính quyền hoặc một cộng đồng nào đó xử lý. Thể loại này đã vấp phải sự chỉ trích vì thường dựa vào các yếu tố tin giật gân, rùng rợn, hãi hùng và gây sốc, có thể nhấn mạnh một số điểm cụ thể hơn những điểm khác để phù hợp với lối kể chuyện hoặc quan điểm ưa thích của tác giả, hoặc có thể chứa nội dung hư cấu, thêm thắt các chi tiết, các quy ước tường thuật của thể loại này có thể dẫn đến phi nhân hóa các nạn nhân nữ, những người mà câu chuyện của họ thường được xây dựng xung quanh cơ thể hơn là nhân cách của họ.

## Đại cương
Thể loại kỳ án đã xuất hiện trong báo giới ở nước Anh khoảng thế kỷ XIX và sau đó giới thiệu đến nước Mỹ vào năm 1807. Lời tựa của tuyển tập truyện ngắn Pearson năm 1964 có đề cập sớm đến thuật ngữ "tội phạm có thật" như một thể loại, đó là tiểu thuyết phi hư cấu (non-fiction novel) vào năm 1965. 
Thể loại kỳ án đã thu hút sự tò mò của công chúng về các khía cạnh tâm lý của tội phạm và con người. Thể loại này thu hút sự quan tâm của công chúng bằng cách đi sâu vào các khía cạnh của một tội ác, từ quá trình điều tra của cảnh sát, việc truy tố tại tòa án, cho đến động cơ và tâm lý của kẻ gây án, lối kể tạo kịch tính, ly kỳ, bí hiểm, hồi hộp, rùng rợn, kinh hoàng, kinh hãi, chứa trinh thám, và có sư thương tâm, nhói lòng những cái kết buồn thảm. Ở Úc, vào năm 2017, có tới 30% người nghe podcast đã nghe podcast về tội phạm có thật và vào năm 2019, con số này đã tăng lên tới 44%. Các tác phẩm thuộc thể loại này thường dựa trên tài liệu, báo cáo chính thức và lời kể của các nhân chứng để tái hiện lại các sự kiện một cách chân thực nhất. Mục đích của "tội phạm có thật" là thỏa mãn sự tò mò của con người về những góc khuất của xã hội và những hành vi phạm tội phức tạp. 
Thể loại này đã xuất hiện từ lâu trong báo chí chính thống với các chuyên mục "Hồ sơ vụ án" hoặc "Phá án" hay "Kỳ án" hay “Tra án”. Ở Việt Nam, chuyên mục này thường xuất hiện trên các tờ báo và tạp chí của ngành công an, như Báo Công an nhân dân, Báo Công an thành phố Hồ Chí Minh, Báo An ninh Thủ đô, Báo An ninh thế giới (Chuyên san của Báo Công an nhân dân) thường kỳ có các chuyên mục như vậy về chuyên đề tội phạm. Các chuyên mục này không chỉ tái hiện diễn biến của một vụ án mà còn đi sâu vào quá trình điều tra, truy tố, xét xử và các phân tích pháp lý liên quan. Nội dung thường kể lại chi tiết quá trình điều tra, phá án, và xét xử các vụ án hình sự có thật, từ những vụ trộm cướp nhỏ đến những vụ trọng án phức tạp. Chuyên mục "Hành trình phá án" trên truyền hình như kênh Truyền hình Công an nhân dân (ANTV), các chương trình này thường được sản xuất dưới dạng phim tài liệu hoặc phóng sự điều tra, tái hiện lại quá trình điều tra, đấu trí giữa cảnh sát và tội phạm. Đây là các chuyên mục tổng hợp, phân tích các xu hướng, thủ đoạn phạm tội mới, các chiêu trò lừa đảo, cũng như các bài viết về tâm lý tội phạm và các biện pháp phòng ngừa. 
Các chuyên mục "Kỳ án" hay "Đại án" dùng để chỉ những vụ án đặc biệt gây chấn động dư luận, có tính chất phức tạp, bí ẩn và thu hút sự quan tâm của công chúng. Các bài viết thuộc chuyên mục này thường được đăng tải trên các báo pháp luật. Trong đó, các chuyên mục về Phóng sự điều tra và Phóng sự pháp đình thường được các tờ báo thuộc khối Tư pháp như Báo Pháp luật Việt Nam, Báo Công lý, Báo Bảo vệ pháp luật khai thác tập trung vào việc phản ánh quá trình tố tụng, xét xử tại tòa án, những tranh cãi pháp lý, thi hành án. Báo Pháp luật Thành phố Hồ Chí Minh (PLO) thường xuyên đăng tải các bài phóng sự điều tra chuyên sâu về các vụ án hình sự, kinh tế, tham nhũng lớn với các chuyên mục như "Hồ sơ vụ án" và "Phóng sự pháp đình". Báo Đời sống và Pháp luật của Hội Luật gia Việt Nam có các chuyên mục về pháp luật và bạn đọc lồng ghép các vụ án hình sự, dân sự để phân tích, giải thích các quy định pháp luật, tờ báo này cũng thường khai thác những vụ án, những câu chuyện có tính chất phức tạp, ly kỳ, bí ẩn, dài tập thu hút sự chú ý của dư luận, với góc nhìn từ hoạt động tư vấn pháp lý, tranh tụng của các luật sư và các vấn đề pháp lý trong đời sống thường ngày. Báo Pháp luật và Xã hội tập trung vào các vấn đề pháp lý và xã hội tại Thủ đô Hà Nội với các chuyên mục về án mạng, vụ án hình sự, các vụ trộm cướp thường được đăng tải để tuyên truyền, cảnh báo và giáo dục pháp luật. 
Các chuyên mục về tội phạm trên các tờ báo không chỉ phục vụ mục đích thông tin mà còn là công cụ tuyên truyền,  phổ biến, giáo dục pháp luật quan trọng, giúp nâng cao nhận thức của người dân về công tác đấu tranh phòng chống tội phạm và vai trò của các cơ quan bảo vệ pháp luật, cơ quan thực thi pháp luật. Mặc dù việc đưa tin về các vụ án có thật đã xuất hiện trên các phương tiện truyền thông chính thống tại Việt Nam từ rất lâu (ví dụ, chuyên mục "Hồ sơ vụ án" trên báo chí), nhưng việc định danh "tội phạm có thật" như một thể loại giải trí riêng biệt chỉ mới phổ biến trong những năm gần đây. Thể loại này bắt đầu xuất hiện và được biết đến rộng rãi tại Việt Nam, thông qua các kênh YouTube, Podcast và các diễn đàn chuyên phân tích các vụ án hình sự nổi tiếng trong và ngoài nước, thu hút một lượng lớn khán giả trẻ, và đối tượng này phổ biến nó như một thể loại giải trí (podcast, YouTube) theo sở thích. Một loạt phim về tội phạm có thật có thể được cấu trúc như một tuyển tập các câu chuyện tập trung vào các vụ án khác nhau, hoặc bao gồm một vụ án duy nhất và thường bắt đầu với câu giới thiệu “Dựa trên một sự kiện có thật” hay “Dựa trên một vụ án có thật”. 